# Эскадренные миноносцы типа «Хобарт»
«Хобарт» — серия из трёх эсминцев ПВО, построенных для Королевского австралийского флота. Корабли планировались для замены фрегатов типа «Аделаида». Проектирование началось в 2000 году, первоначально проект носил название SEA 1400, затем был переименован в SEA 4000. Хотя классификация  «эсминец ПВО» предполагает защиту от средств воздушного нападения, корабли также обладают возможностями ПЛО и артиллерийской поддержки.
В качестве боевой информационной системы была выбрана американская БИУС «Иджис», а в качестве основного подрядчика в 2005 году — компания ASC. В конце 2005 года был сформирован консорциум AWD Alliance, состоящий из Defense Materiel Organization (DMO), ASC и Raytheon. В период с 2005 по 2007 основными конкурентами были компания Gibbs & Cox с проектом на основе эсминца типа «Бёрк» и компания Navantia с проектом на основе фрегата типа Álvaro de Bazán. Хотя конструкция на основе эсминца «Бёрк» была крупнее и мощнее, в июне 2007 года была выбрана конструкция «Альваро де Базана», поскольку она была дешевле и требовала меньших изменений в проекте.
В октябре 2007 года были заказаны три корабля, которые были собраны на заводе ASC в Осборне (Южная Австралия), из 31 готовых модулей. Вариант постройки четвертого эсминца был включен в первоначальный контракт, но не был реализован. В качестве изготовителя модулей в мае 2009 года были выбраны ASC, NQEA Australia и Forgacs Group выбрали в мае 2009 года строительство блоков, однако к июлю NQEA была заменена на BAE Systems Australia. Ошибки строительства и растущие задержки вынудили AWD Alliance перераспределить объем строительных работ в 2011 году, и некоторые модули были построены Navantia. Из-за задержек первоначальные запланированные сроки ввода в эксплуатацию (2014-2016 годы) были сдвинуты как минимум на три года: головное судно «Хобарт» должно завершено к июню 2017 года, «Брисбен» —  в сентябре 2018 года, «Сидней» — к марту 2020 года. AWD Alliance, Navantia и вовлеченные верфи подвергались критике за недооценку рисков, затрат и сроков; ошибочные чертежи и неправильные методы строительства, ведущие к повторяющимся производственным ошибкам. Концепция альянса подвергалась критике из-за отсутствия четкой структуры управления или ответственного лица, а также из-за того, что DMO одновременно выступает в качестве поставщика, партнера по строительству и заказчика судов.

## Планирование
Документ «1992 Force Structure Review» содержал планы замены трех эсминцев типа «Перт» и четырех из шести фрегатов типа «Аделаида» новыми кораблями ПВО. Первоначальное предложение — построить еще шесть фрегатов типа «Анзак», сконфигурированных для ПВО — не было реализовано, поскольку «Анзак» был слишком мал, чтобы эффективно разместить все необходимое оборудование и вооружение. Вместо этого ВМС Австралии начала в 1999 году программу модернизации  фрегатов типа «Аделаида» для усиления возможностей ПВО, которые терялись с выходом из состава флота эсминцев типа «Перт», который планировался 1999 по 2001 год. Модернизация фрегатов рассматривалась только как временная мера (были модернизированы только четыре корабля, и все четыре подлежали списанию в середине 2010-х годов). К 2000 году Австралийские силы обороны начали проект по замене трех эсминцев типа «Перт». Проект предполагал строительство специализированных эсминцев ПВО и первоначально обозначался как SEA 1400, а затем был переименован в проект SEA 4000.
Основная функция эсминца ПВО — противовоздушная оборона соединений кораблей, объектов на берегу и в прибрежной морской зоне. Кроме того, такие корабли должны быть оснащены противокорабельными ракетами, артиллерией для поддержки сухопутных войск и противолодочными средствами, включающими гидроакустические станции и противолодочные торпеды. Корабли должны были иметь возможность управлять вертолетом как для наблюдения, так и для ведения боевых действий.
В 2004 году Министерство обороны определило, что будущий тип эсминцев ПВО будет построен на базе американской БИУС «Иджис». Использование «Иджис» было официально одобрено в апреле 2005 года, и Raytheon Australia была привлечена к проекту AWD с обязанностью интегрировать систему «Иджис» вместе с модификациями для размещения требуемого ВМС Австралии оборудования РЭБ и ПЛО. В мае 2005 года верфь ASC в Осборне, Южная Австралия, была определена в качестве основного подрядчика. В конце 2005 года для реализации проекта был образован AWD Alliance. Альянс представляет собой консорциум, в который входят Defense Materiel Organization (DMO), дочерняя компания ASC, специализирующаяся на проектах, и Raytheon.

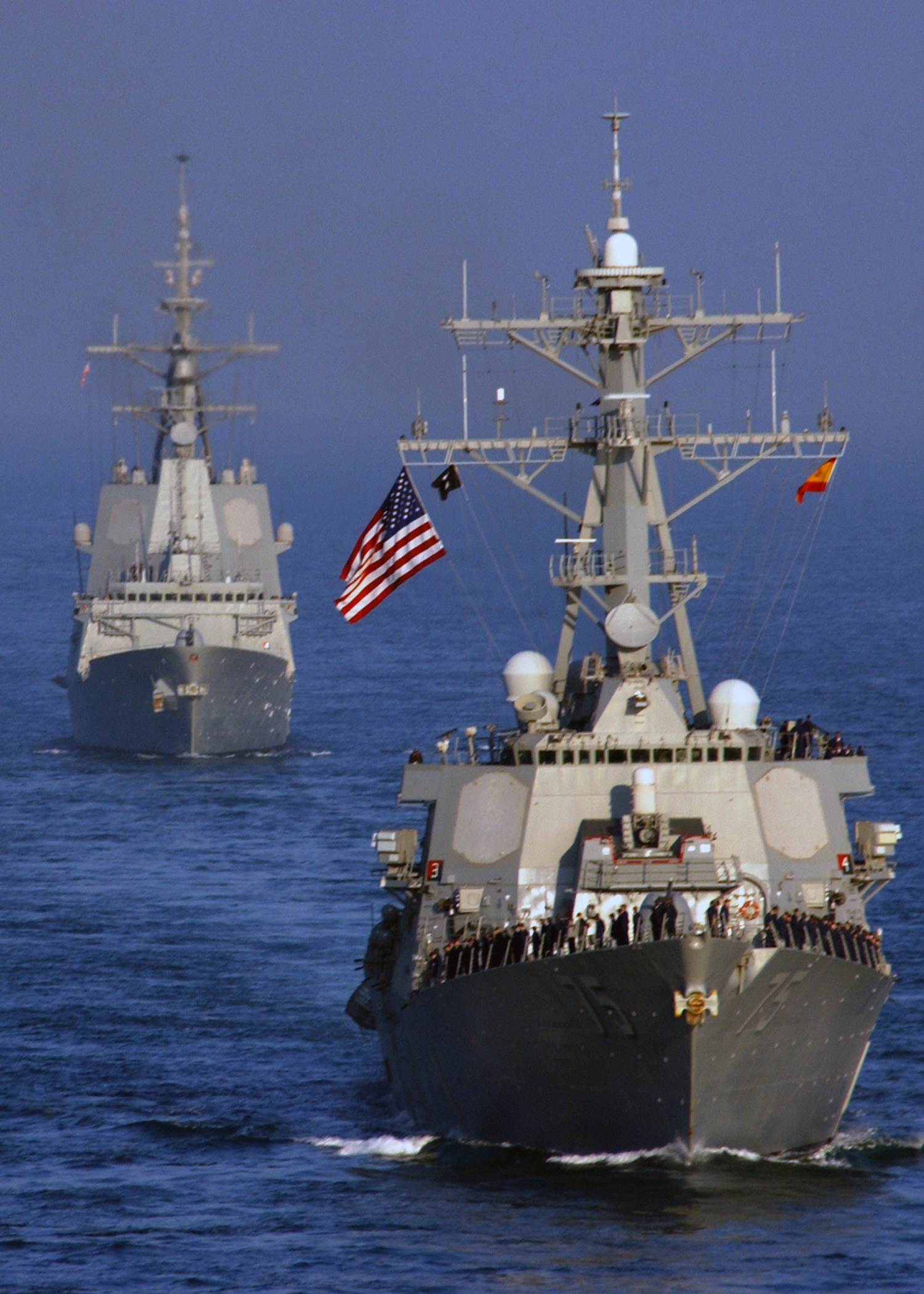
Два конкурирующих прототипа австралийского проекта AWD: эсминец типа «Арли Бёрк» «Дональд Кук» и фрегат «Альваро де Базан» в 2005 году

Заявки на участие в тендере были получены от многих известных компаний, включая Blohm + Voss, Navantia и Gibbs & Cox. В августе 2005 года австралийское правительство определило двух финалистов: эсминец типа «Модифицированный «Арли Бёрк» компании Gibbs & Cox и фрегат типа «Альваро де Базан», разработанный Navantia. Оба проекта начали дальнейшие испытания и модификации в рамках двухлетнего процесса отбора. Проекты были эквивалентны во многих отношениях, включая длину, скорость и состав вооружения, хотя «Арли Бёрк» имел на 2200 т большее водоизмещение,  на 700 морских миль большую дальность плавания, имел два вертолёта вместо одного у «Альваро де Базана», превосходил конкурента по основному вооружению (система вертикального пуска Mark 41 с 64 ячейками по сравнению с 48 ячейками у испанского регата) и ПВО ближней зоны (два зенитных артиллерийских комплекса вместо одного). Главнокомандующий ВМС вице-адмирал Расс Шалдерс полагал, что американская конструкция обладает большим потенциалом модернизации. Несмотря на то, что предпочтительным вариантом был американский эсминец, выбор в конце июня 2007 пал на испанский фрегат: этот корабль считался менее рискованным вариантом, поскольку в отличие от «Модифицированного «Арли Бёрка», который на тот момент существовал только на бумаге, корабли типа «Альваро де Базан»  были построены и находились в эксплуатации. Согласно прогнозам, корабли типа «Альваро де Базан» будут введены в эксплуатацию на четыре года раньше, чем корабли американской разработки, и их строительство будет стоить на 1 миллиард австралийских долларов меньше, с дополнительными финансовыми и техническими преимуществами при заказе десантных кораблей типа «Канберра» того же производителя.
Контракт на поставку кораблей был подписан 4 октября 2007 г. Сделка по трем кораблям стоимостью 8 миллиардов австралийских долларов включала возможность заказа четвертого корабля в более поздний срок. Срок действия этого варианта истек в октябре 2008 года.  Правительство Австралии стремилось продлить предложение до начала 2009 года, чтобы рассмотреть рекомендации белой книги «Оборона Австралии в Азиатско-Тихоокеанском регионе: 2030» и принять решение о приобретении четвертого корабля. Военно-морская лига Австралии последовательно поддерживала приобретение четвертого эсминца. По данным Морской лиги, строительство четвертого эсминца будет относительно дешевым (деньги на проектирование и другие первоначальные затраты уже были бы потрачены) и улучшит возможности ВМС Австралии за счет повышения гибкости и избыточности, особенно в случае конфликта, сходного с Фолклендской войной. Наряду с Военно-морской лигой приобретение четвёртого эсминца поддерживала австралийская оборонная промышленность, чтобы обеспечить рабочих более продолжительной занятостью, сокращая отставание от других крупных оборонных проектов (замена подводных лодок типа «Коллинз» и замена фрегатов типа «Анзак»).
20 января 2006 года министр обороны Австралии объявил, что эсминцы ПВО будут называться «Хобарт» (DDG 39), «Брисбен» (DDG 41) и «Сидней» (DDG 42). Военно-морская лига Австралии предложила несколько альтернативных названий. Один из кораблей предлагалось назвать «Мельбурном», другой — «Аделаидой», взяв это название у второго десантного корабля типа «Канберра», переименовав последний в «Австралию».

## Конструкция

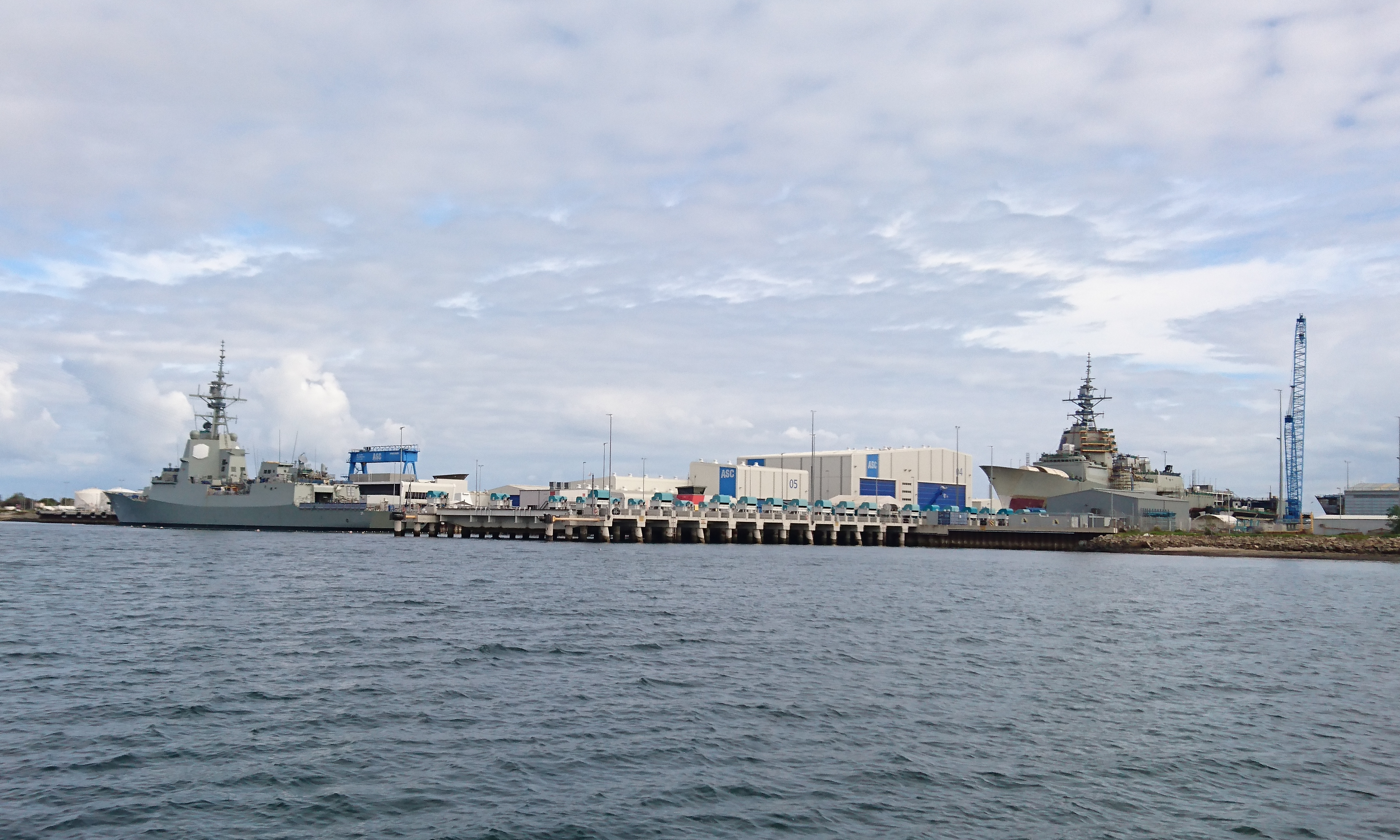
«Хобарт» (слева) и «Брисбен» в Осборне в июне 2016 года.

Эсминцы имеют максимальную длину 147 м, максимальную ширину 18,6 м и осадку 5,2 м при полном водоизмещении 6250 т. Корабли были спроектированы с учетом резерва для будущих модернизаций с теоретическим максимальным водоизмещением 7000 т.
Эсминцы использует более мощную силовую установку, чем их испанские прототипы. Комбинированная дизель-газотурбинная силовая установка (CODOG) состоит из двух газовых турбин General Electric Marine модели 7LM2500-SA-MLG38, каждая из которых имеет мощность 23 800 л.с., и двух дизелей Caterpillar Bravo 16 V Bravo, каждый мощностью 7680 л.с.. Генераторы приводят в движение два винта регулируемого шага компании «Вяртсиля». Максимальная скорость — более 28 узлов, дальность хода более 5000 морских миль при скорости 18 узлов. Это медленнее, чем у американской авианосной группы, однако ВМС Австралии остались довольны соотношением скорости и дальности, полагая, что в условиях Австралии важнее автономность. Для маневрирования в гавани каждый эсминец оснащен носовым подруливающим устройством.
Экипаж состоит из 186 человек, плюс 16 сотрудников для эксплуатации и обслуживания вертолета. Предусмотрены дополнительные апартаменты, которые позволяют увеличить экипаж до 234 человек, включая 31 офицера. Электроснабжение обеспечивается четырьмя дизельными двигателями MTU, подключенными к генераторам переменного тока Alconza.

### Вооружение
Основное оружие корабля — система вертикального пуска Mk41 с 48 пусковыми ячейками. Ячейка может вмещать зенитную ракету RIM-66 Standard 2 или 4 ракеты самообороны ESSM. Белая книга «Force 2030» указывает на то, что «Хобарты»  могут быть оснащены (либо изначально, либо в результате последующей модернизации) зенитными ракетами SM-6 крылатыми ракетами «Томагавк».
Вооружение дополнено двумя четырехконтейнерными пусковыми установками  противокорабельных ракет «Гарпун» и 127-мм пушкой BAE Systems Mk 45 (Mod 4) с длиной ствола 62 калибра. Максимальная дальность выстрела 23,6 км. Два двухтрубных торпедных аппарата Babcock Mark 32 Mod 9 используются для стрельбы противолодочными торпедами MU90. Для ближней ПВО корабли будут нести на корме систему «Фаланкс», а также две пушки M242 Bushmaster в установках Typhoon, размещенных на крыльях мостика.
В ноябре 2006 года правительство Австралии заказало исследование на тему, следует ли оборудовать AWD средствами противоракетной обороны, скорее всего, связанными с системой  ПРО «Иджис»..
«Хобарты» оснащены вертолётом MH-60 Romeo (версия вертолёта SH-60 «Seahawk» и двумя надувными лодками с жестким корпусом.

### Средства обнаружения

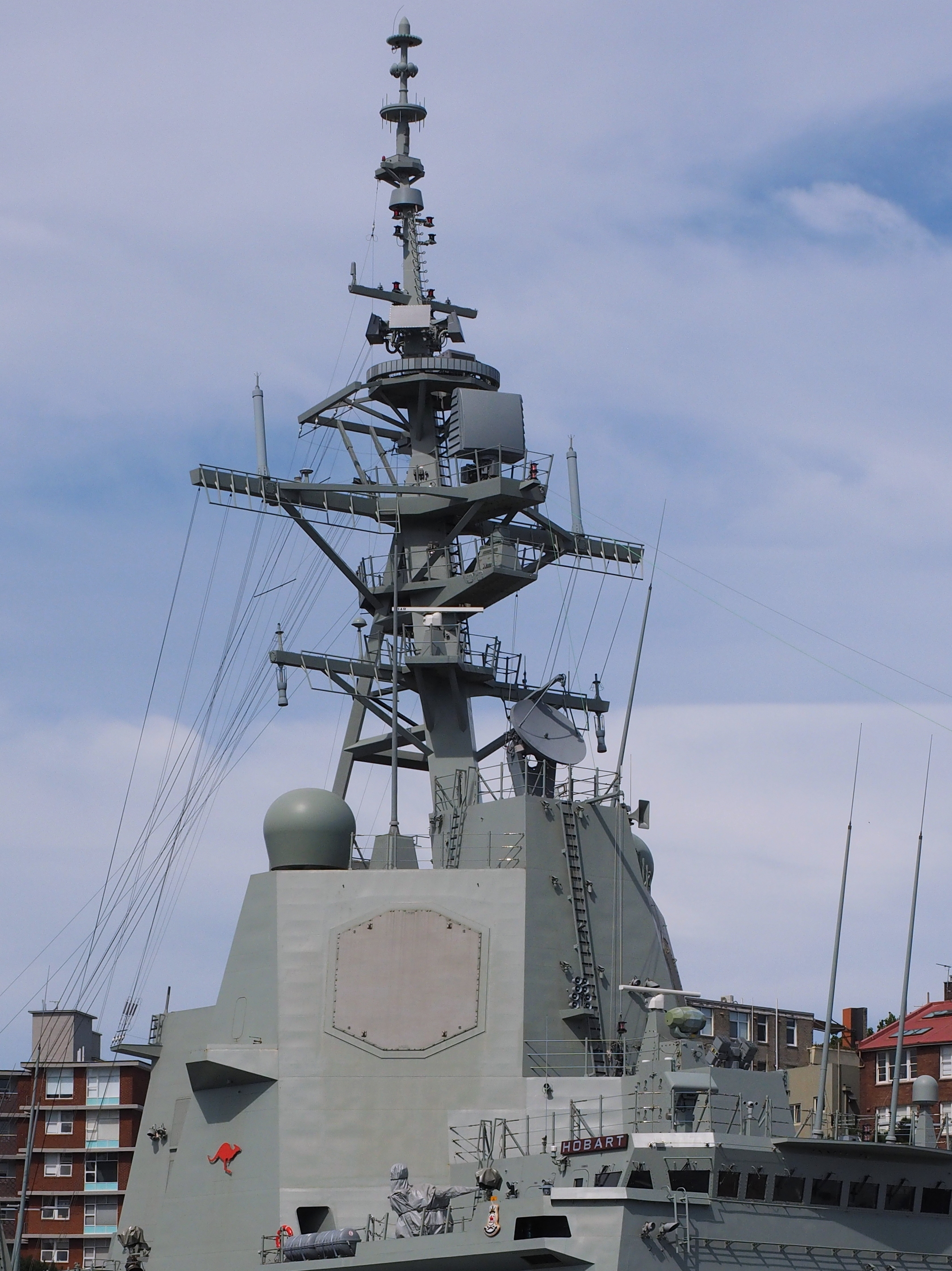
Средства обнаружения на мачте и в верхней части надстройки эсмица «Хобарт»

Основой системы управления «Хобарта» является БИУС «Иджис» версии Baseline 7.1 Refresh 2. Система подверглась модификации с учётом австралийских особенностей, чтобы лучше справляться с неавиационными угрозами. Система подключается к Австралийскому тактическому интерфейсу и имеет шесть многофункциональных консолей, которые могут управлять гидролокатором эсминца, средствами РЭБ и функциями ближней защиты в дополнение к «Иджис». Основной РЛС является радар Lockheed Martin AN/SPY-1D(V) S-диапазона. Комбинация радара AN/SPY-1D(V), системы «Иджис» и ракеты SM-2 позволит эсминцу вести огонь по самолетам или ракетам противника на расстоянии более 150 км.
Помимо основного радара, «Хобарты» оснащены импульсным доплеровским радаром поиска горизонта Northrop Grumman AN/SPQ-9BX-диапазона, системой управления огнем Raytheon Mark 99 с двумя радарами подсветки цели непрерывного излучения для определения направления ракеты и двумя навигационными РЛС L-3 X-диапазона Корабли оснащены интегрированной ГАС Ultra Electronics Sonar Systems, которая включает в себя гидролокатор, установленный в корпусе, и буксируемый гидролокатор с переменной глубиной, состоящий из четырех направленных активно-пассивных приемных массивов, пассивного массива для обнаружения торпед и мощного буксируемого гидроакустического источника. Другие средства обнаружения включают в себя электрооптический директор Ultra Electronics Series 2500, систему поиска и сопровождения Sagem VAMPIR IR и стабилизированные прицелы обнаружения цели Rafael Toplite для каждой системы «Тайфун».
Средства РЭБ состоят из средств электронной поддержки (ESM) компании ITT системы разведки и наблюдения ES-3701, системы связи SwRI MBS-567A, многоцелевого цифрового приемника Ultra Electronics Avalon Systems и низкодиапазонного приёмного устройства Jenkins Engineering Defense Systems. Контрмеры включают в себя четыре пусковые установки ракет-ловушек Nulka, плюс четыре шестиствольных пусковых установки для радиочастотных, инфракрасных и подводных акустических помех.
Оборудование связи включает в себя радиостанции HF, VHF и UHF, тактические каналы связи для обмена данными Link 11 и Link 16, терминалы ASTIS MCE (Advanced SATCOM Terrestrial Infrastructure System Maritime Communications Elements) и оборудование Inmarsat.

### Система управления
Система управления поставляется компанией Navantia и является версией интегрированной системы управления платформой (IPMS), разработанной специально для эсминцев типа «Хобарт». Реализация IPMS Navantia использует COMPLEX/SIMPLEX, фреймворк, разработанный Navantia для новых кораблей и всех будущих модернизаций. Эта система позволяет автоматизировать, управлять и контролировать все оборудование, установленное на корабле, за исключением боевой системы.
В настоящее время в составе ВМС Австралии система IPMS установлена на УДК типа «Канберра», эсминцах типа «Хобарт» и танкерах типа «Сэплай», а также  более чем на 60 кораблях других стран.

## Строительство
Каждый корабль собирается из 31 модуля средней массы 200 т и размером 15х12х9 м. Девять блоков, составляющих переднюю надстройку каждого эсминца и содержащие наиболее секретное оборудование, производятся на верфи ASC в Осборне, где  происходит окончательная сборка эсминца. Остальные 22 блока для каждого корабля производятся субподрядчиками 9 мая 2009 года для изготовления дополнительных блоков были выбраны две компании: NQEA Australia (12 блоков корпуса) и Forgacs Group (10 блоков кормовой надстройки). Однако в июне NQEA сообщила AWD Alliance, что судостроитель находится в процессе реструктуризации и может столкнуться с трудностями при выполнении взятых на себя обязательств по контракту. Министерство обороны начало переговоры с NQEA и BAE Systems Australia (которые вошли в короткий список в ходе первоначального процесса выбора субподрядчиков) и в конце июня передало всю работу NQEA компании BAE.

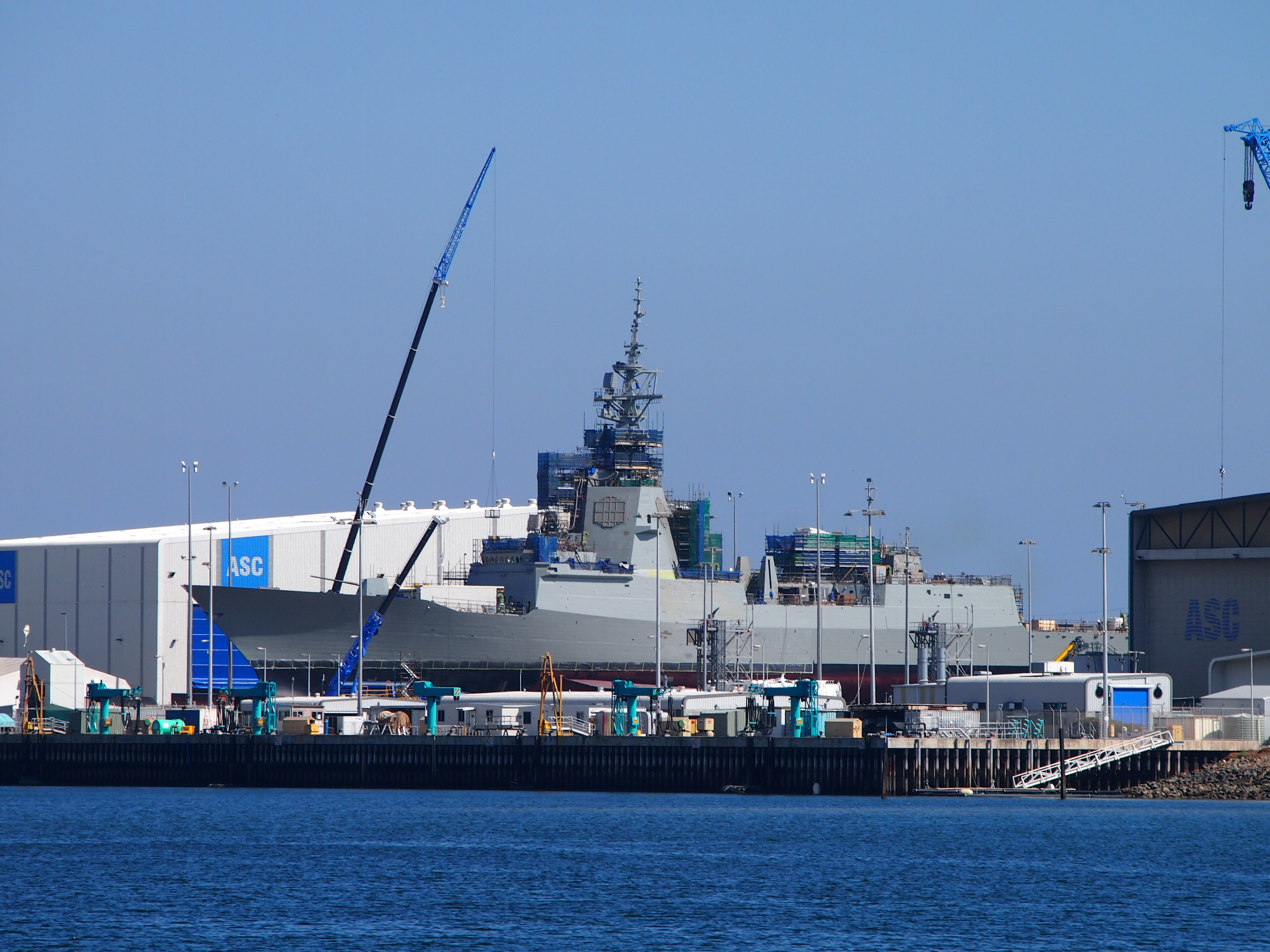
Строящийся «Хобарт», апрель 2015 г.

В октябре 2010 года центральный килевой блок размером 20х17 м, изготовленный BAE для «Хобарта», оказался деформированным и несовместимым с другими секциями корпуса. Причина производственных ошибок неизвестна: BAE обвинила в неправильных чертежах конструкторов Navantia, в то время как AWD Alliance заявила, что две другие верфи не испытывали подобных проблем (хотя на самом деле они были) и обвинила BAE в ошибках при производстве. Однако отчет 2014 года, подготовленный Национальным аудиторским бюро Австралии (ANAO), подтвердил, что «виной были ошибки, возникшие в результате нестандартной процедуры передачи технологии и чертежей, которые не были локализованы конструкторами Navantia. Задержка с ремонтом килевого блока удлиняла строительство как минимум на шесть месяцев. Другие проблемы во время строительства «Хобарта» включали необходимость замены 25% внутренних трубопроводов из-за производственных дефектов, а также первоначальная отбраковка блока грот-маяны из-за дефектов кабелей и боевых систем. Строительство «Брисбена» было омрачено многочисленными дефектами, требующими доработки.

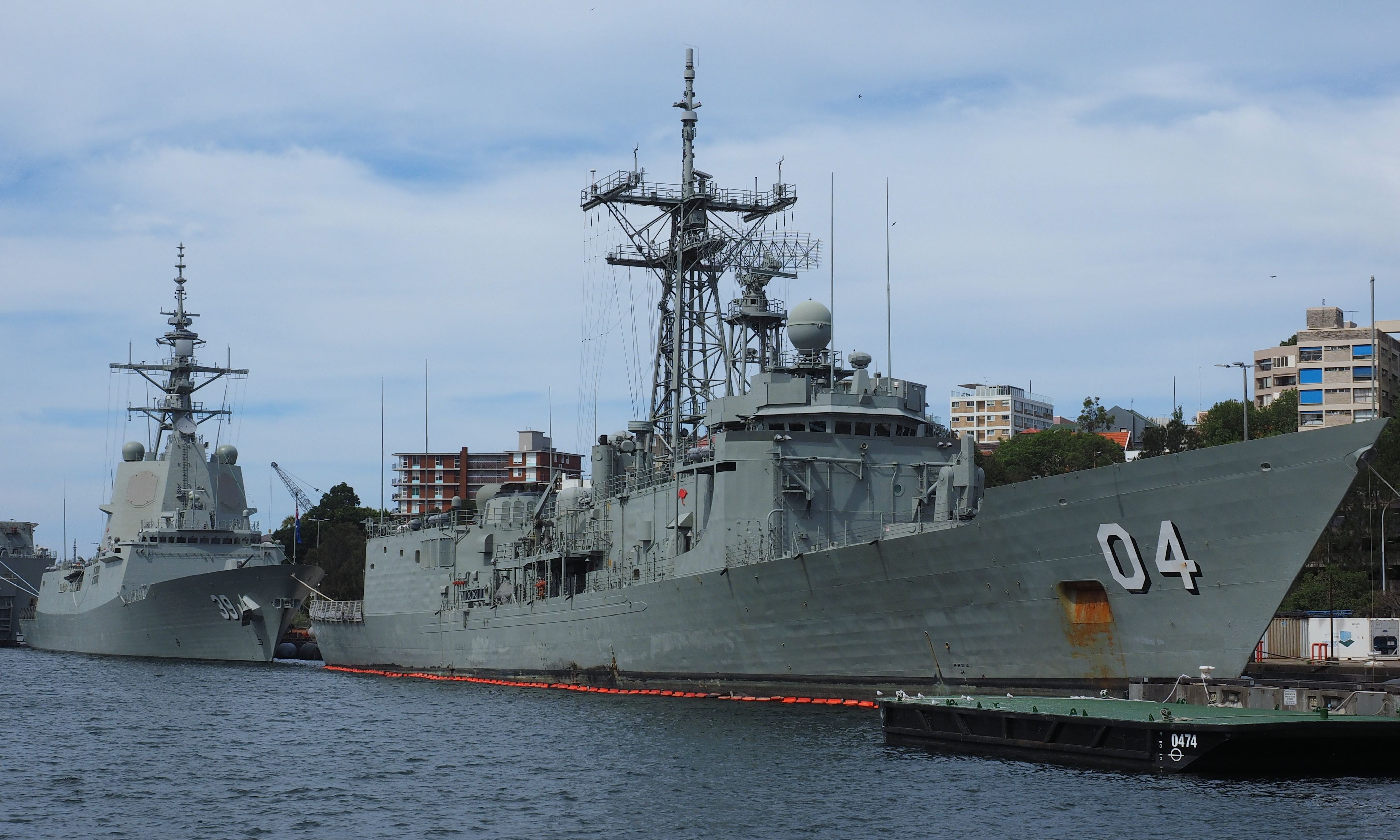
«Хобарт» рядом с фрегатом «Дарвин», декабрь 2017 года

В конце мая 2011 года правительство объявило, что задержка в постройке «Хобарта» увеличилась до одного-двух лет, и оно будет пытаться снизить рабочую нагрузку на BAE (которая также отвечала за надстройки на десантных кораблях типа «Канберра») путем передачи заказов на 13 из 24 корпусных блоков для первых двух кораблей другим верфям. Кроме того, три блока, содержащие корпусной гидролокатор, собирались компанией Navantia в Испании и Великобритании, с возможностью передачи еще двух блоков корпуса испанской верфи. О дополнительной девятимесячной отсрочке было объявлено в сентябре 2012 года; это было сделано для обеспечения лучшего перехода рабочей силы с эсминцев на следующие судостроительные проекты (замена подводных лодок типа «Коллинз» и замена фрегатов типа «Анзак») и достижения некоторой экономии в федеральном бюджете.
В мартовском отчете ANAO за 2014 год DMO и AWD Alliance подверглись резкой критике за недооценку рисков при перепроектировании кораблей и их постройке в отсутствие недавнего опыта строительства военных кораблей. Отчет ANAO также подверг критике проектировщика Navantia и верфи, участвующие в блочном строительстве, за плохие чертежи, повторяющиеся ошибки и плохие методы строительства. В результате дальнейших задержек и роста затрат проект в июне 2014 года был занесён в правительственный список «вызывающих озабоченность проектов». В последующих отчетах правительства указаны нереалистичные оценки времени и затрат в качестве дополнительных факторов. Всеобъемлющая концепция альянса неоднократно осуждалась при отсутствии эффективной структуры управления или ответственного лица (что позволяло неоднократно перекладывать вину между отдельными партнерами по альянсу, Navantia и субподрядными верфями), а DMO выполняло противоречивую роль (одновременно выступая в качестве поставщика, строительного партнера и клиента).

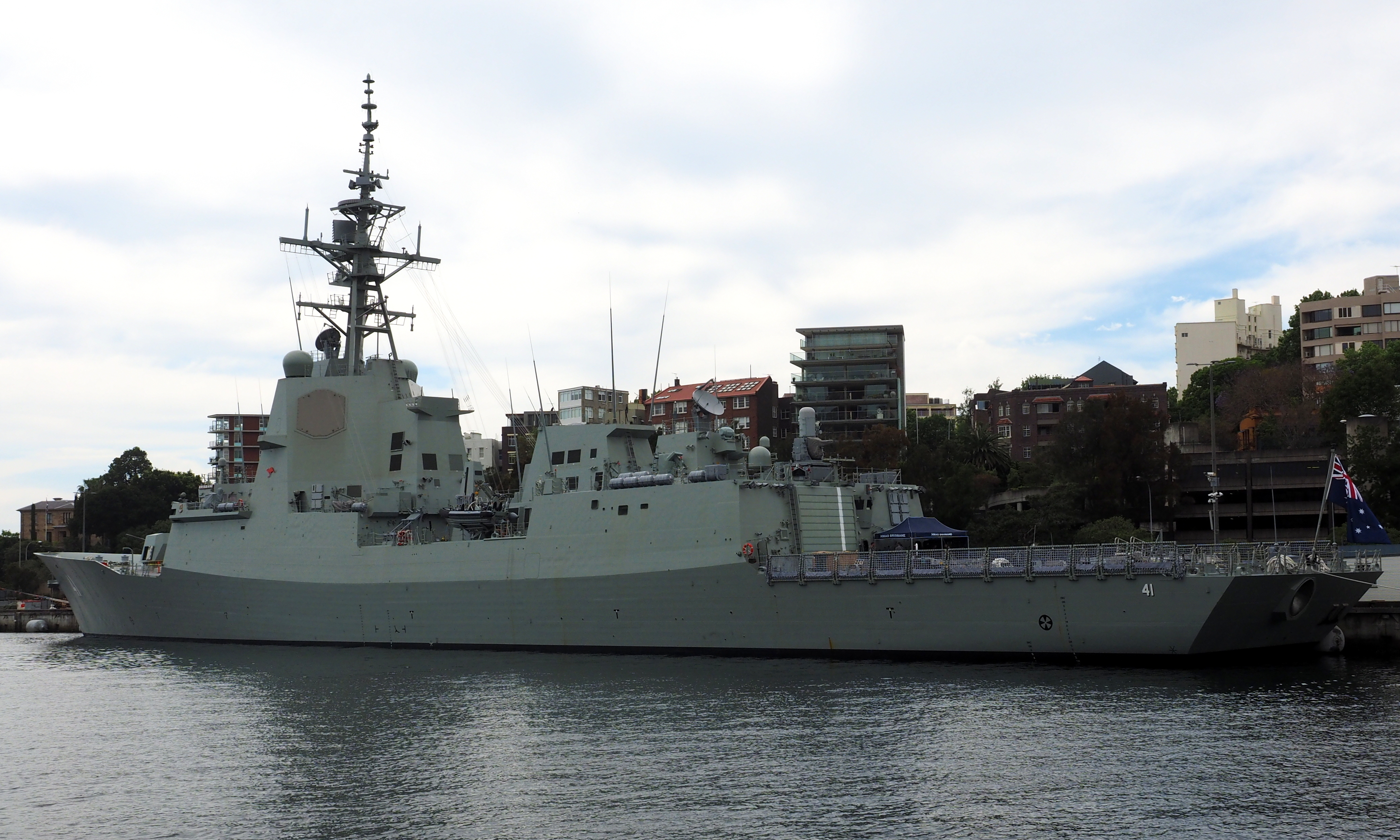
«Брисбен» в Сиднее незадолго до ввода в эксплуатацию, октябрь 2018 года.

«Хобарт» был заложен 6 сентября 2012 года, спущен на воду 23 мая 2015 года в состоянии 76% готовности. «Брисбен» был заложен 3 февраля 2014 года и к октябрю 2015 года был готов на 68%. Закладка «Сиднея» состоялась 19 ноября 2015 года (через две недели после того, как был списан одноимённый фрегат типа «Аделаида», и в годовщину гибели лёгкого крейсера «Сидней» во время Второй мировой войны), а изготовление блоков должно было завершиться в начале 2016 года.
Первоначально эсминцы типа «Хобарт» предполагалось ввести в строй с декабря 2014 года по июнь 2017 года. В сентябре 2012 года из-за продолжающихся задержек сроки были пересмотрены на март 2016 года, сентябрь 2017 года и март 2019 года. В мае 2015 года DMO объявило о дополнительном смещении графика: «Хобарт» будет передан флоту в июне 2017 года, «Брисбен» — в сентябре 2018 года, а «Сидней» — к декабрю 2019 года. Первоначальная стоимость контракта на три корабля составляла около 7,9 млрд австралийских долларов. К марту 2014 года эта сумма увеличилась на 302 млн австралийских долларов, к маю 2015 года — на 800 млн, а прогнозируемый минимальный перерасход средств к концу проекта оценивался как 1,2 млрд.
В феврале 2018 года «Хобарт» был исключен из списка «вызывающих озабоченность проектов» после того, как были приняты долгосрочные меры по реформированию. В мае 2018 года был спущено на воду третий и последний корабль, «Сидней».

## Состав серии
| Название | Номер  | Верфь               | Заложен            | Спущен             | В строю             | Статус  |
| -------- | ------ | ------------------- | ------------------ | ------------------ | ------------------- | ------- |
| Hobart   | DDG 39 | ASC Pty Ltd, Осборн | 6 сентября 2012 г. | 23 мая 2015        | 23 сентября 2017 г. | Активен |
| Brisbane | DDG 41 | ASC Pty Ltd, Осборн | 3 февраля 2014 г.  | 15 декабря 2016 г. | 27 октября 2018 г.  | Активен |
| Sydney   | DDG 42 | ASC Pty Ltd, Осборн | 19 ноября 2015 г.  | 19 мая 2018        | 18 мая 2020         | Активен |

## использованная литература
Статьи
- Andrew, Gordon (September 2010). AWD, Hobart, MFU or DDGH – What's in a name?. Semaphore. 2010 (7). Архивировано 26 декабря 2013. Дата обращения: 22 мая 2015.
- Brown, Nick (2007-06-28). Spanish designs are Australia's choice for warship programmes. International Defence Review.
- Grevatt, Jon (2009-06-30). NQEA loses block-building deal for Australian destroyers. Jane's Navy International.
- Grevatt, Jon (2010-10-26). AWD Alliance admits destroyer contract hit by construction 'difficulties'. Jane's Defence Industry.
- Gulber, Abraham (October 2009). Growth in Strength: The Hobart class AWD. The Navy. 71 (4): 4–8.
- Kerr, Julian (2008-09-25). Australia seeks to extend AWD options. Jane's Defence Weekly.
- Pengelley, Rupert (2011-09-26). Aussie rules: air warfare destroyers push boundaries. Jane's Navy International.
- Shackleton, David (February 2007). Choices and consequences: choosing the AWD design. Australian Defence Magazine: 20–24.
- Time to bring back the Pride. The Navy. 69 (4). October 2007.
- Thornhill, Roger (October 2006). The Case for the Fourth Air Warfare Destroyer. The Navy. 68 (4): 9–14.
- Thornhill, Roger (July 2009). Force 2030: The Defence White Paper. The Navy. 71 (3): 8–13.

Новости
- Australian Associated Press (22 ноября 2006). Ballistic missile system 'moving closer'. The Sydney Morning Herald. Архивировано 26 сентября 2017. Дата обращения: 16 декабря 2011.
- Australian Associated Press (3 февраля 2014). Adelaide keel ceremony for destroyer. Ninemsn. Архивировано из оригинала 21 февраля 2014. Дата обращения: 7 февраля 2014.
- Cullen, Simon (6 сентября 2012). Work on $8bn destroyer fleet delayed. Australian Broadcasting Corporation. Архивировано 12 ноября 2020. Дата обращения: 8 сентября 2012.
- Greene, Andrew (9 мая 2015). Companies building multi-billion-dollar warships feared defects would damage their reputations, leaked documents show. Radio National. Australian Broadcasting Corporation. Архивировано 18 ноября 2015. Дата обращения: 22 мая 2015.
- Kerin, John (3 декабря 2012). Fourth destroyer still an option: Smith. The Australian Financial Review. Архивировано 11 апреля 2015. Дата обращения: 22 мая 2015.
- McPhedran, Ian (6 марта 2014). Navy warships project heading for cost blowout. News.com.au. News Corp Australia. Архивировано 23 января 2015. Дата обращения: 22 мая 2015.
- McPhedran, Ian (3 мая 2015). Destroyer project now three years behind schedule. News.com.au. News Corp Australia. Архивировано 5 ноября 2015. Дата обращения: 22 мая 2015.
- HMAS Hobart construction costs overrun by $870m, says AWD Alliance. Naval-technology.com. Kable. 15 октября 2015. Архивировано 5 января 2019. Дата обращения: 22 октября 2015.
- Air Warfare Destroyer project: HMAS Hobart launched, SA Premier calls on Government to trust workers with next generation submarines. Radio Australia[англ.]. 23 мая 2015. Архивировано 26 сентября 2017. Дата обращения: 23 мая 2015.
- Changes to Air Warfare Destroyer Construction Program. News and Events. Royal Australian Navy. 26 мая 2011. Архивировано из оригинала 1 июня 2011. Дата обращения: 7 июня 2011.
- Sheridan, Greg (22 мая 2015). Warships cost blows out to $9bn. The Australian. Дата обращения: 22 мая 2015.
- Starick, Paul (21 мая 2015). First look aboard Adelaide-built air warfare destroyer, the Hobart. News.com.au. News Corp Australia. Дата обращения: 22 мая 2015.
- Stewart, Cameron (26 октября 2010). $8bn navy flagship founders after construction bungle. The Australian. pp. 1–2. Архивировано 6 ноября 2010. Дата обращения: 6 декабря 2011.
- Stewart, Cameron (27 мая 2011). Overdue and over budget: $8bn destroyer plan in crisis. The Australian. Архивировано 5 февраля 2013. Дата обращения: 6 декабря 2011.
- Stewart, Cameron (31 мая 2011). BAE shipyard to blame for destroyer delays: Defence. The Australian. p. 6.
- Walters, Patrick (13 марта 2007). Navy wants upgrade capacity for destroyers. The Australian. Архивировано из оригинала 12 декабря 2008. Дата обращения: 16 декабря 2011.

Пресс-релизы
- Preferred designer chosen for AWD contract (Press release). Department of Defence. 16 августа 2005. Архивировано 12 декабря 2008. Дата обращения: 6 декабря 2011.
- Next generation of naval ships to reflect a rich history of service (Press release). Department of Defence. 20 января 2006. Архивировано 17 мая 2014. Дата обращения: 30 сентября 2010.
- Air Warfare Destroyer added to Projects of Concern list (Press release). Department of Defence Ministers. 4 июня 2014. Архивировано из оригинала 7 июня 2015. Дата обращения: 22 мая 2015.

Сайты
- Project Overview. Air Warfare Destroyer Alliance. Дата обращения: 16 декабря 2011. Архивировано 3 февраля 2019 года.
- The Hobart Class – Characteristics. Air Warfare Destroyer Alliance. Дата обращения: 16 декабря 2011. Архивировано 3 февраля 2019 года.

## Внешние ссылки
- Royal Australian Navy DDG Архивная копия от 10 апреля 2021 на Wayback Machine
- Defence Materiel Organisation – SEA 4000 Air Warfare Destroyer
- Air Warfare Destroyer Alliance Архивная копия от 19 июля 2008 на Wayback Machine